# スロッグスネック橋
スロッグスネック橋（英語：Throgs Neck Bridge）は、1961年1月11日に開通した吊橋。橋は、イースト川を横切り、ニューヨーク市のブロンクス区とクイーンズ区を結んでいる。州間高速道路295号線の一部でもある。

## 歴史
スロッグスネック橋は、ロバート・モーゼスによって計画された。最初に計画されたのは1945年で、彼の最後のプロジェクトの6年後だった。1939年には、2マイル（3㎞）西に、ブロンクス＝ホワイトストーン橋が完成している。モーゼスは、有名な橋のデザイナー、オスマー・アマンに委任した。アマンは、これまでにもジョージ・ワシントン・ブリッジ、ブロンクス＝ホワイトストーン橋、ヴェラザノ・ナローズ・ブリッジ、ロバート・F・ケネディ橋の建設に携わってきた。彼は、プレート・ガーダー・システムを利用する代わりに、デッキの下に28フィート（8.5m）の補剛トラスを備えた。また、水上交通も頭に入れ、中央部分が少し高くなっている。
計画中、橋は州間高速道路495号線とされていたが、その後建築中に、州間高速道路78号線の一部となった。そして1971年から現在まで州間高速道路295号線となっている。また、クイーンズ側の橋のたもとには、リトル・ベイ・パークがある。
2009年7月10日金曜日の午前5時頃に、建設作業員のトーチ・ランプが原因で、火災が発生した。そのため、ほとんどの自動車が、ブロンクス＝ホワイトストーン橋を通った。また、閉鎖された橋も多かった。イースト川のボートの上などから、消防士約170人を動員し消火を行った。消火作業は、少なくとも7時間続き、クイーンズ行きの一部の車線のみ、その日の午後、夕方のラッシュアワーの前に再開された。被害の大きかったレーンは、修復に1ヶ月かかり、8月10日に再開された。
2010年12月30日の時点で、橋の通行料金は、二輪車が$6.50、ニューヨーク州E-ZPass利用者が$1.70である。オートバイは、$2.75、ニューヨーク州E-ZPass利用者が$0.66である。割引は、州外の利用者は対象となっていない。
2011年1月11日で、橋は開通50周年を迎えた。橋はニューヨーク市が所有しており、MTAブリッジ&トンネルが管理している。

## トラックの通行制限
2005年6月に橋を検査したところ、破損が見つかったため、40トン以上の大型トラックは、交通量の少ない午後11時から午前5時までの間のみ、橋を通ることができる。

## ギャラリー

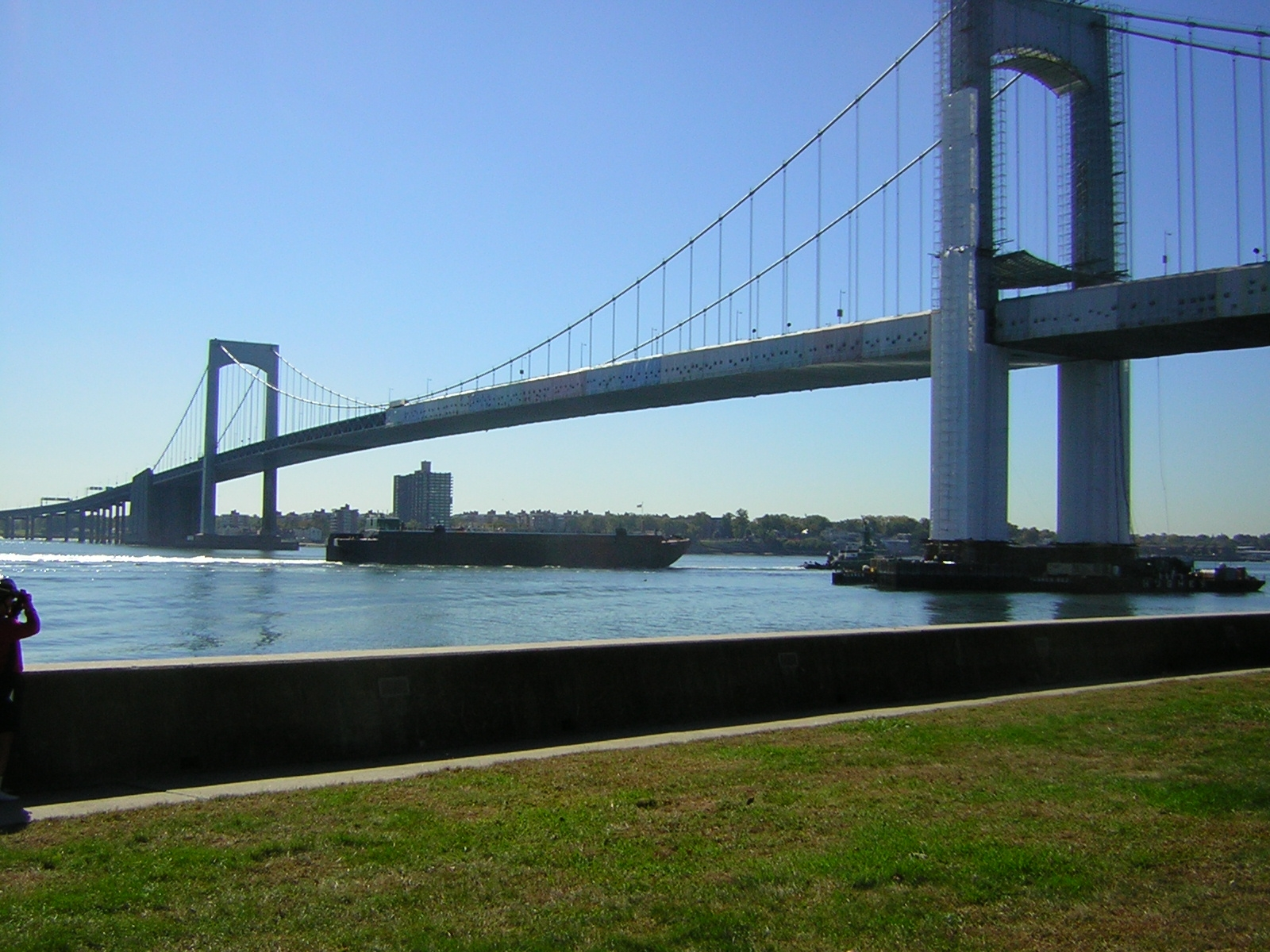
スロッグスネック橋
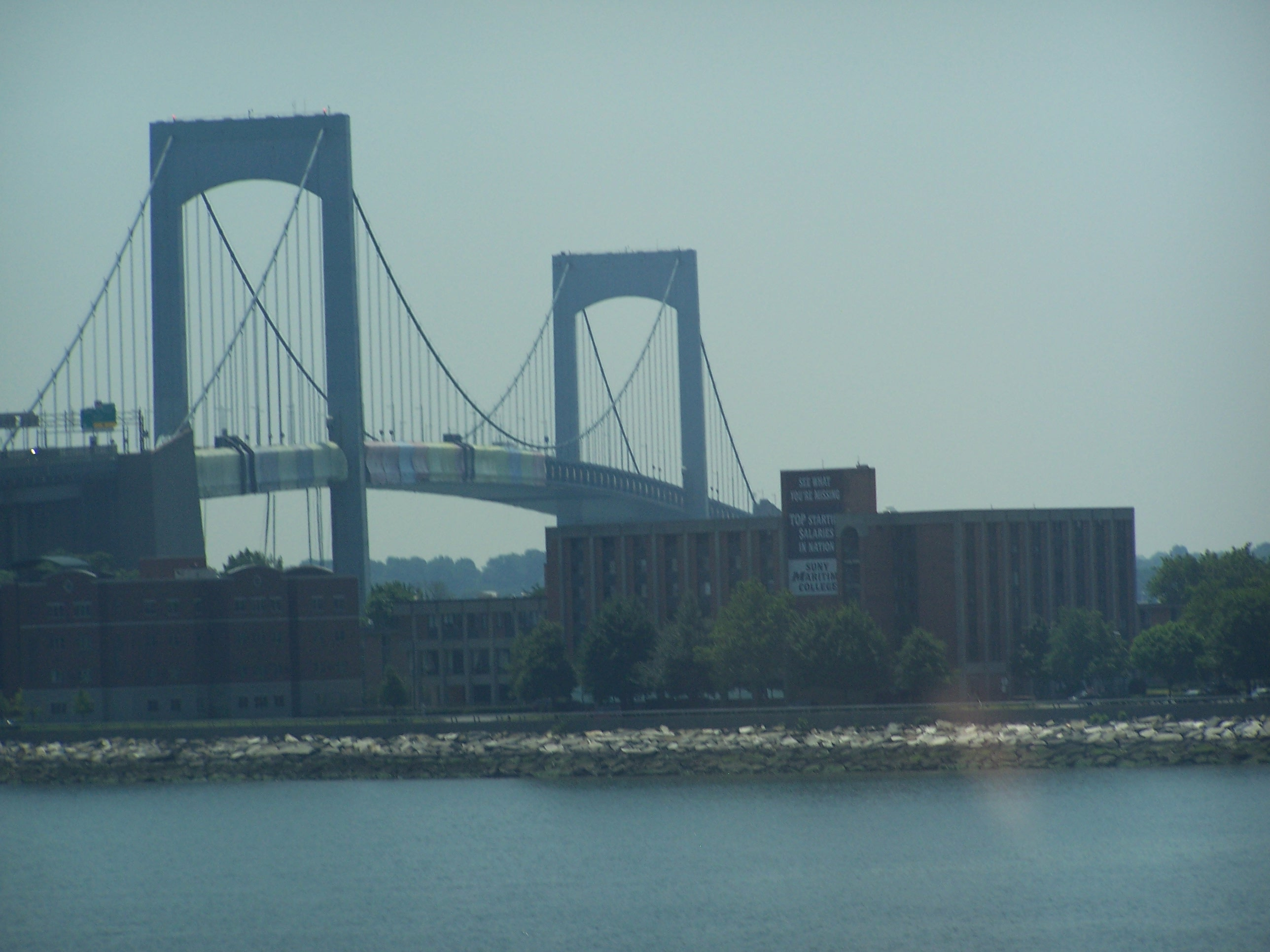
ブロンクス側から撮影。
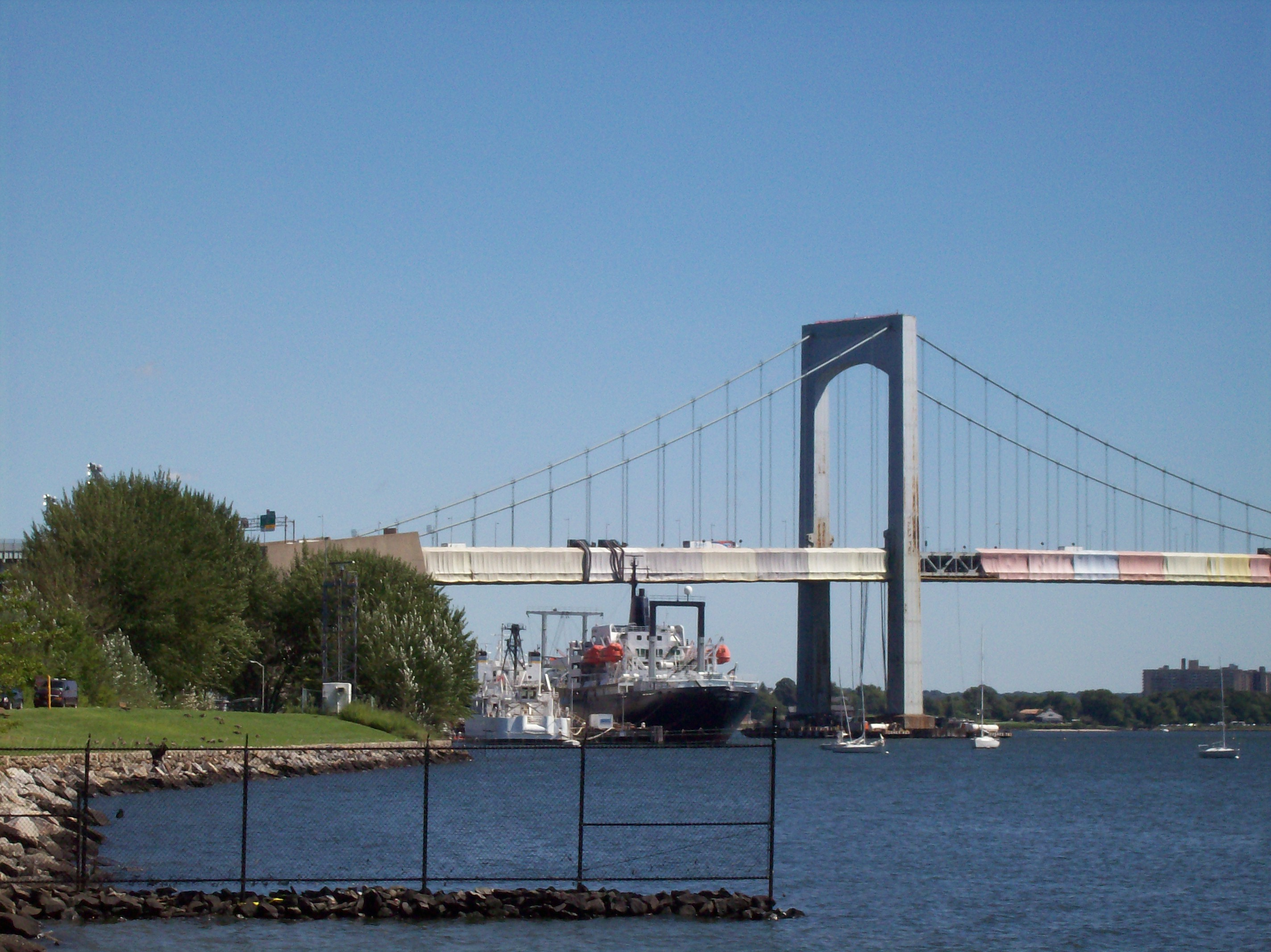
TS Empire State VIと橋。
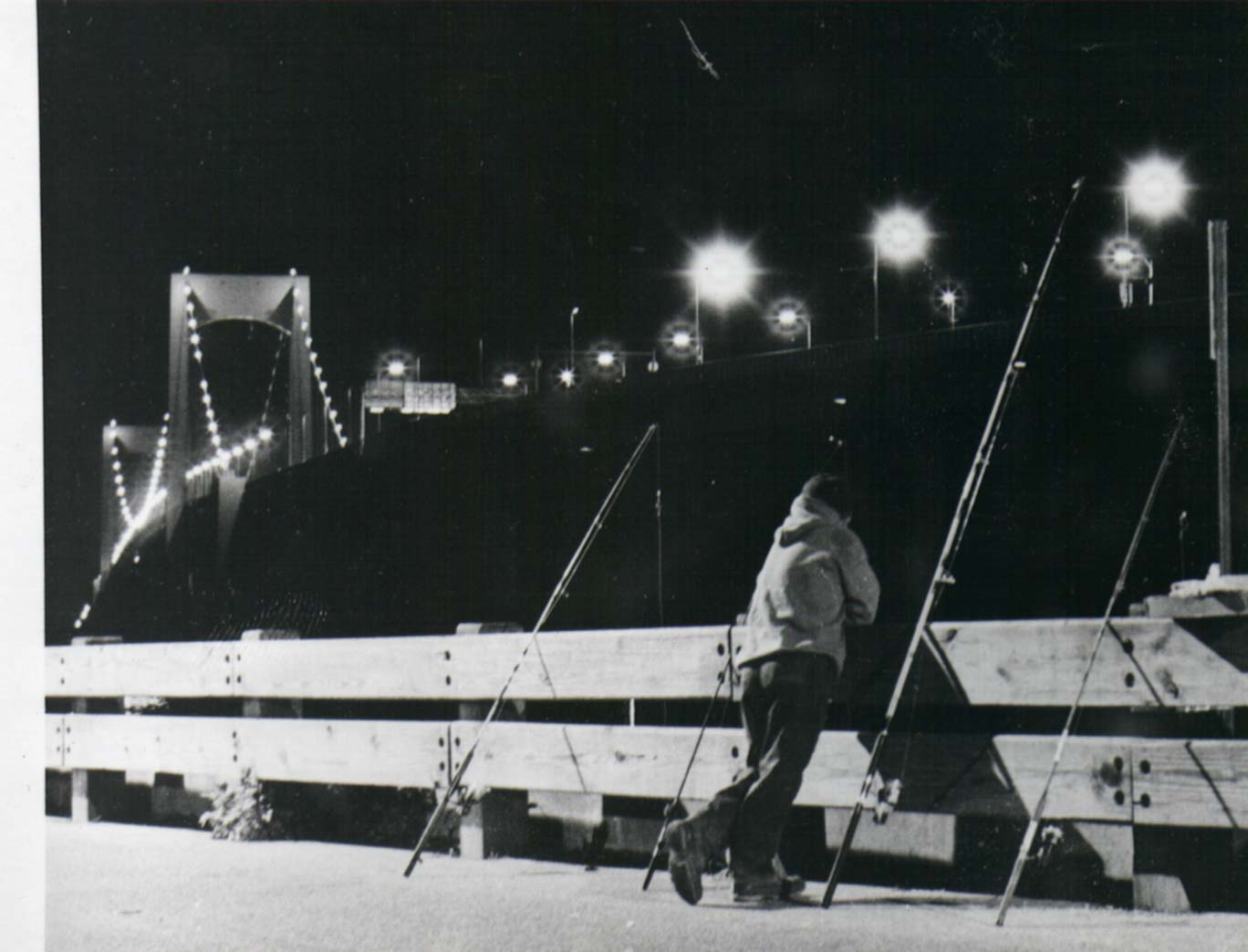
夜のスロッグスネック橋。
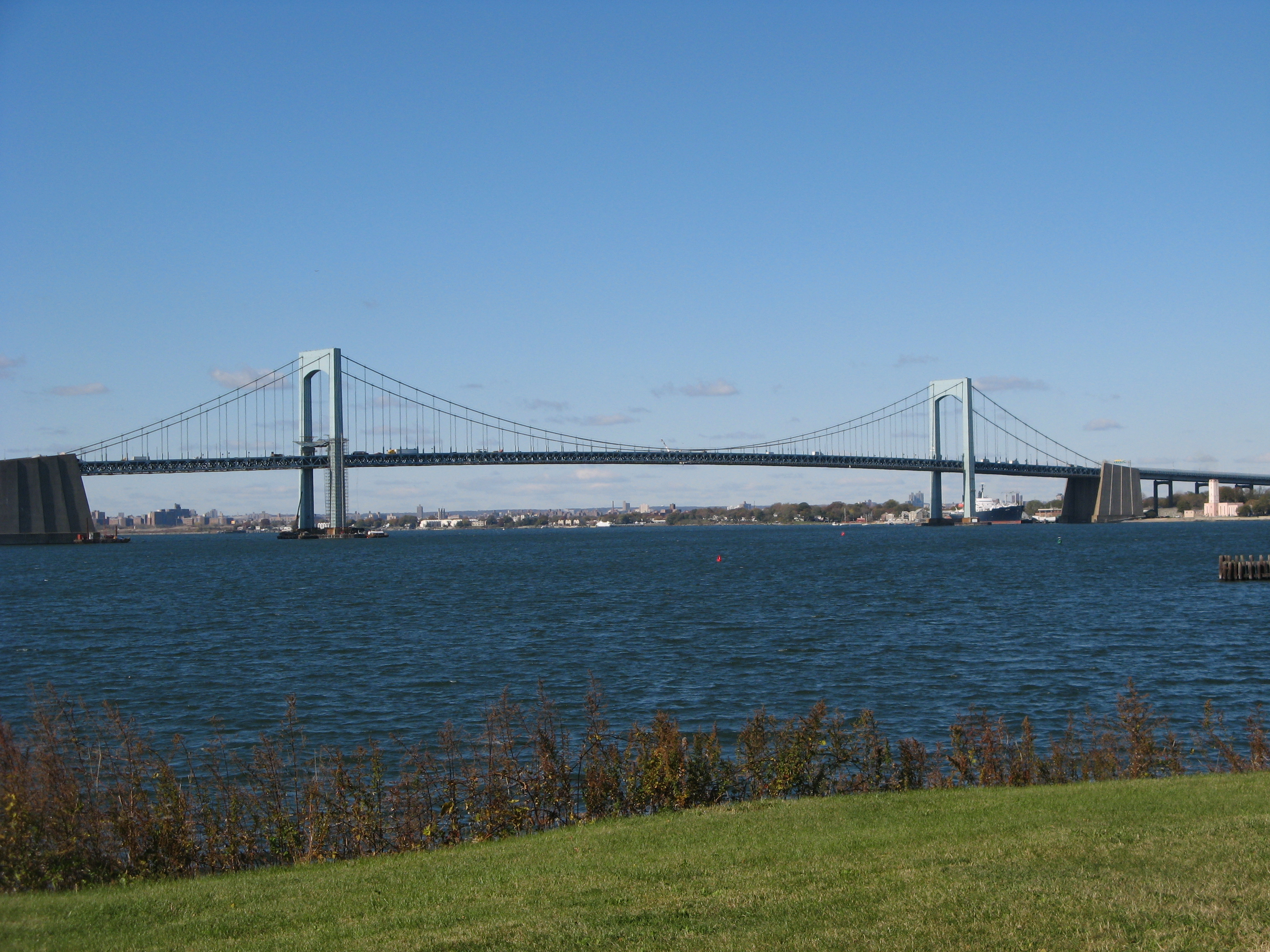
トッテン砦から見た橋。